# Game Developers Conference

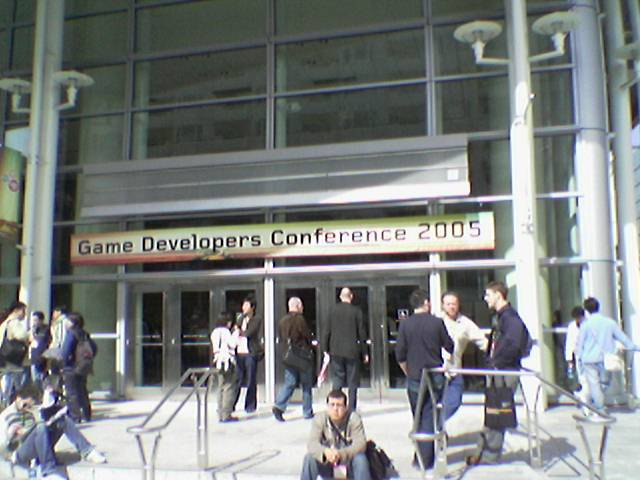
A entrada para a Game Developers Conference de 2005.

A Game Developers Conference (tradução livre: "Conferência de Desenvolvedores de Jogos"), ou GDC é uma conferência anual de desenvolvedoras de jogos eletrônicos profissionais, onde se foca em aprendizado, inspiração e networking. O evento possui uma exposição, eventos sociais, amostras de prêmios como o Independent Games Festival e o Game Developers Choice Awards, e uma variedade de tutoriais, leituras e mesas redondas compostos por profissionais da indústria, discutindo tópicos relacionados a jogos o que abrange programação, design, áudio, produção, negócios e gerenciamento, e artes visuais.

## Histórico

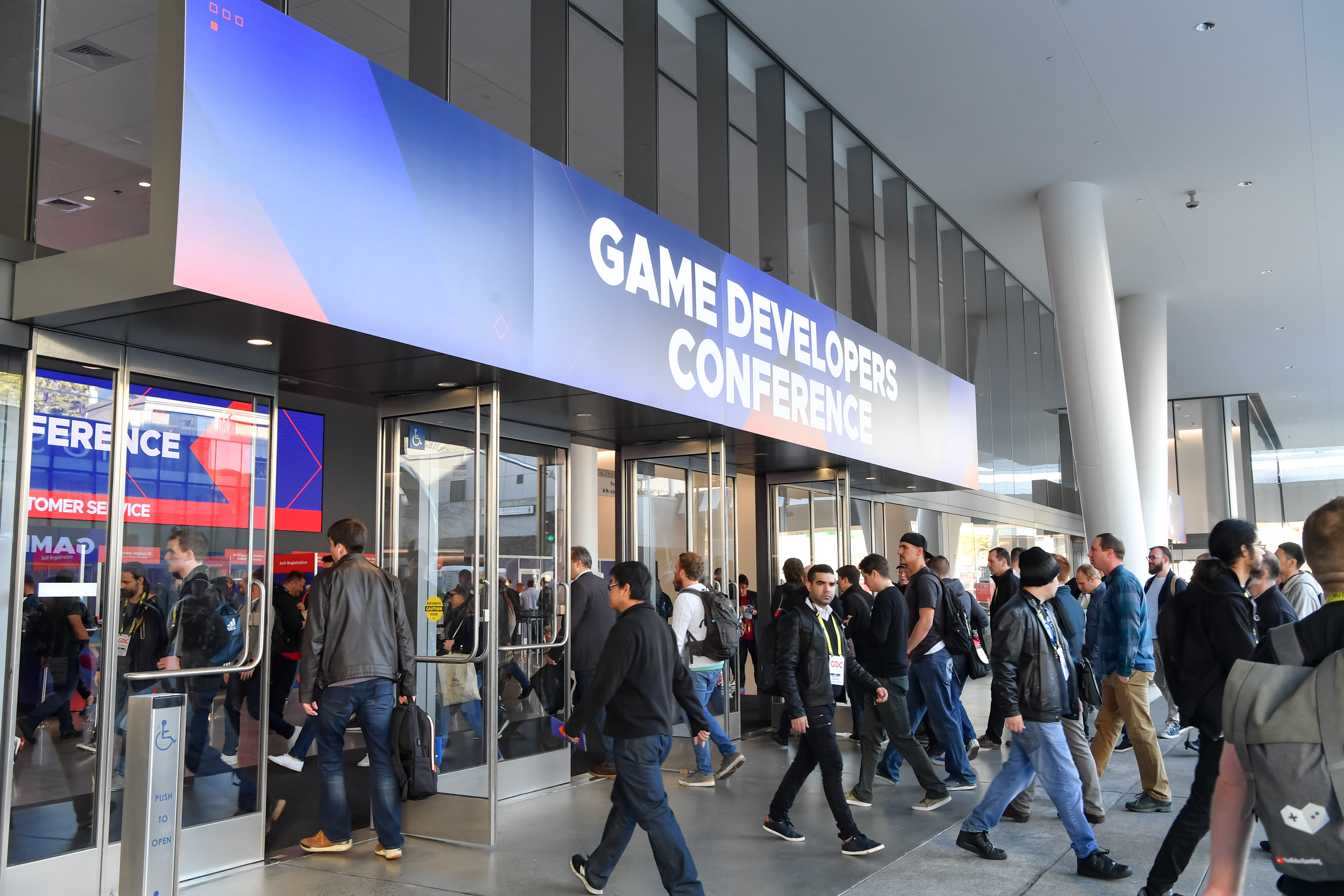
A entrada para a Game Developers Conference de 2019

Originalmente conhecida como Computer Game Developers Conference (tradução livre: "Conferência de Desenvolvedores de Jogos de Computador"), a primeira versão da cerimônia anual foi realizada em 1988 por Chris Crawford em San José (Califórnia) e teve a participação de por volta de 27 pessoas.

## Datas
| Conferência     | Localização               | Datas                        |
| --------------- | ------------------------- | ---------------------------- |
| 2009            |                           |                              |
| GDC 2009        | San Francisco, Califórnia | 23–27 de Março               |
| GDC Europe 2009 | Cologne, Alemanha         | 17–19 de Agosto              |
| GDC Austin 2009 | Austin, Texas             | September 15–28              |
| GDC China 2009  | Shanghai, China           | 11–13 de Outubro             |
| 2010            |                           |                              |
| GDC 2010        | San Francisco, Califórnia | 9–13 de Março                |
| GDC Canadá 2010 | Vancouver, Canadá         | 6–7 de Maio                  |
| GDC Europe 2010 | Cologne, Alemanha         | 16–18 de Agosto              |
| GDC Online 2010 | Austin, Texas             | 5–8 de Outubro               |
| GDC China 2010  | Shanghai, China           | 5–7 de Dezembro              |
| 2011            |                           |                              |
| GDC 2011        | San Francisco, Califórnia | 28 de Fevereiro - 4 de Março |
| GDC Europe 2011 | Cologne, Alemanha         | 15–17 de Agosto              |
| GDC Online 2011 | Austin, Texas             | 10–13 de Outubro             |
| GDC China 2011  | Shanghai, China           | 12–14 de Novembro            |
| 2012            |                           |                              |
| GDC 2012        | San Francisco, Califórnia | 5–9 de Março                 |
| GDC Europe 2012 | Cologne, Alemanha         | 13–15 de Agosto              |
| GDC Online 2012 | Austin, Texas             | 9–11 de Outubro              |
| GDC China 2012  | Shanghai, China           | 17–19 de Novembro            |
| 2013            |                           |                              |
| GDC 2013        | San Francisco, Califórnia | 25–29 de Março               |
| GDC Europe 2013 | Cologne, Alemanha         | 19–21 de Agosto              |
| GDC China 2013  | Shanghai, China           | 15–17 de Setembro            |
| GDC Next 2013   | Los Angeles, Califórnia   | 5–7 de Novembro              |
| 2014            |                           |                              |
| GDC 2014        | San Francisco, Califórnia | 17–21 de Março               |
| GDC Europe 2014 | Cologne, Alemanha         | 11–13 de Agosto              |
| GDC China 2014  | Shanghai, China           | 19–21 de Outubro             |
| GDC Next 2014   | Los Angeles, Califórnia   | 3–4 de Novembro              |
| 2015            |                           |                              |
| GDC 2015        | San Francisco, Califórnia | 2-6 de Março                 |
| GDC Europe 2015 | Cologne, Alemanha         | 3-4 de Agosto                |
| GDC China 2015  | Shanghai, China           | 25-27 de Outubro             |
| 2016            |                           |                              |
| GDC 2016        | San Francisco, Califórnia | 14-18 de Março               |
| GDC Europe 2016 | Cologne, Alemanha         | 15-16 de Agosto              |
| 2017            |                           |                              |
| GDC 2017        | San Francisco, Califórnia | 27 de Fevereiro - 3 de Março |
| 2018            |                           |                              |
| GDC 2018        | San Francisco, Califórnia | 19-23 de Março               |